# Area geografica
Un'area geografica o area territoriale è una porzione continua della superficie terrestre la cui estensione è caratterizzata da un'ampiezza non inferiore a qualche chilometro quadrato.

## Terminologia

### Indeterminatezza dei termini "area geografica" e "area territoriale"
Non c'è un'ampiezza precisa dell'estensione dell'area a partire dalla quale si usano i termini "area geografica" e "area territoriale". C'è solo un'ampiezza approssimativa: qualche chilometro quadrato. Sotto questo aspetto i termini "area geografica" e "area territoriale" sono quindi caratterizzati da indeterminatezza.

### Uso dei termini "area geografica" e "area territoriale"
I termini "area geografica" e "area territoriale" sono sinonimi e del tutto interscambiabili. Si possono però rilevare delle differenze nell'uso comune dei due termini: in contesti attinenti alla geografia è preferito il termine "area geografica", mentre in contesti attinenti al diritto amministrativo è preferito il termine "area territoriale".

## Identificazione di un'area geografica
Un'area geografica può essere identificata facilmente e precisamente quando i suoi confini sono dei segmenti di linea retta. A tale scopo è sufficiente individuare la latitudine e la longitudine dei punti di congiunzione dei segmenti. Quando l'area geografica è invece frastagliata, la descrizione dei suoi confini in termini di latitudine e longitudine diventa opera estremamente lunga, tanto da essere svolta esclusivamente in ambiti in cui la precisione non può essere derogata (come ad esempio nella cartografia). In tutti gli altri casi, quando è possibile, normalmente un'area geografica viene identificata in modo approssimativo elencando ciò che si trova appena oltre i suoi confini in direzione dei punti cardinali. In particolare elencando entità viarie e/o geografiche e/o geopolitiche (strade, fiumi, mari, laghi montagne, continenti, stati, ecc.) in caso di area geografica molto grande. Elencando anche insediamenti umani permanenti (città, paesi, villaggi, ecc.) in caso di area geografica di media grandezza. Elencando anche costruzioni architettoniche (edifici, ponti, monumenti, ecc.) in caso di piccola area geografica.

## Tipi di aree geografiche
Si distinguono i seguenti tipi di aree geografiche:
- area naturale;
- area urbana;
- area metropolitana;
- area geografica.

### Area naturale
L'area naturale è un'area geografica all'interno della quale l'antropizzazione è quasi inesistente o del tutto assente. Aree naturali di tipo speciale sono l'area naturale terrestre, l'area naturale marina e l'area naturale protetta.

### Area urbana
L'area urbana è un'area geografica che si estende totalmente su una città o su più città adiacenti.

### Area metropolitana
L'area metropolitana è una area geografica formata dall'area urbana di più città adiacenti, le quali hanno un numero complessivo di abitanti che si aggira intorno al milione oppure lo supera.

### Regione geografica
La regione geografica è un'area geografica caratterizzata da un'ampiezza minima maggiore: qualche decina di chilometri quadrati. Rispetto ad una generica area geografica, la regione geografica si contraddistingue inoltre per la presenza, sull'intero suo territorio, di tratti caratteristici geografici e/o antropici. Infine la regione geografica ha sempre un nome proprio con cui è largamente conosciuta.